# Hazel Scott
Hazel Dorothy Scott (Port of Spain, 11 juni 1920 - New York, 2 oktober 1981) was een Amerikaanse jazzmuzikante (zang, piano, orgel) en actrice.

## Carrière

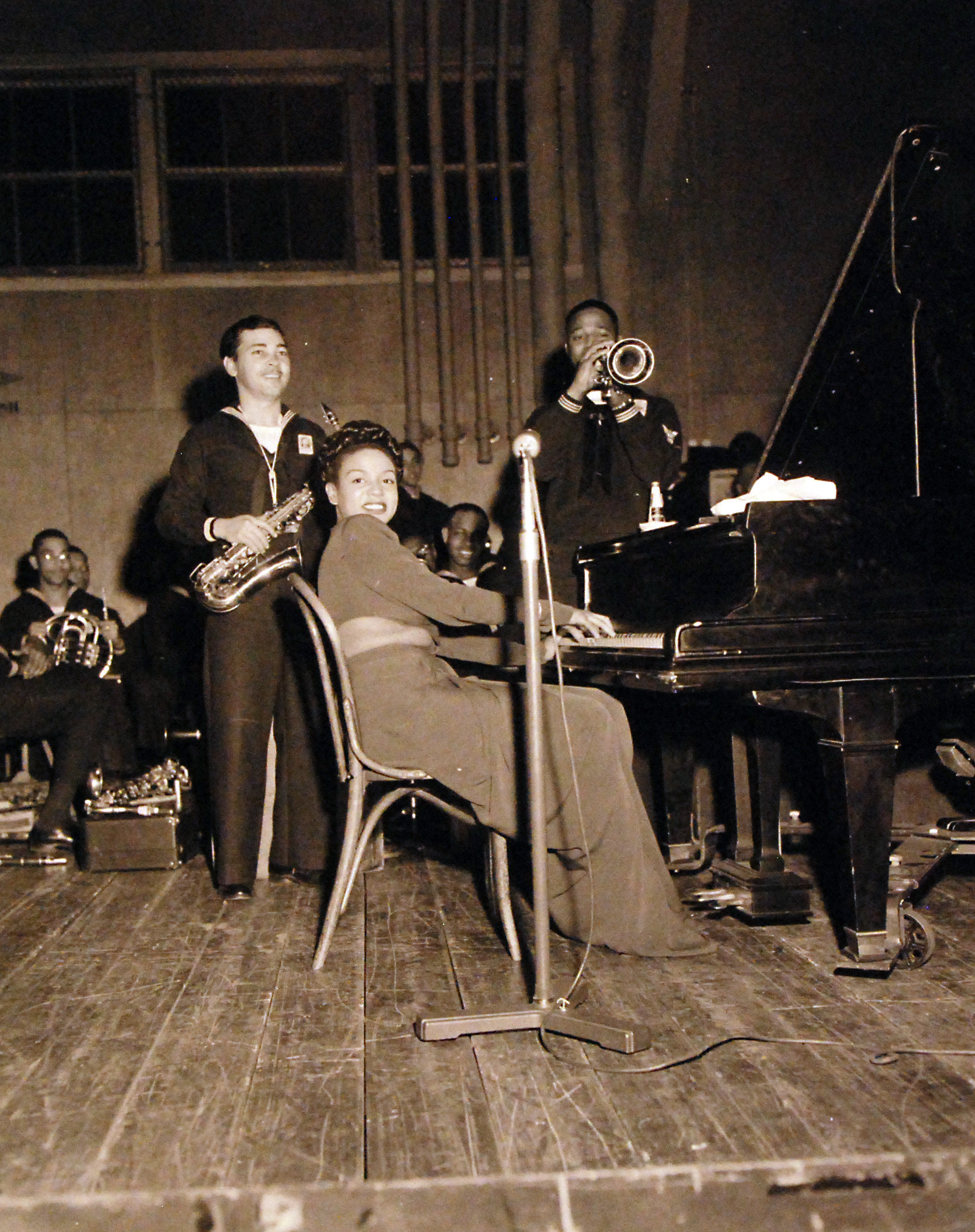
Gastoptreden van Hazel Scott bij de U.S. Navy
(1943), National Archives

De in Trinidad geboren Scott kwam in 1924 met haar moeder, de leidster van een dameskapel die ook optrad bij Lil Hardin Armstrong, naar de Verenigde Staten en groeide op in New York. Ze speelde al als kind piano, trad op als wonderkind en genoot op de Juilliard School een klassieke opleiding. Ze trad al als jeugdige op met de all-women band American Creolians, die werd geleid door haar moeder Alma Scott. In 1936 had ze een eigen radioshow. In 1938 zong ze in de Broadway-show Sing Out the News. Tussen 1939 en 1945 had ze verdere verplichtingen op Broadway, onder andere in de productie Priorities of 1942. Met haar eigen band trad ze regelmatig op in het clubcircuit en speelde ze ook met Count Basie. Twee keer trad ze op in de Carnegie Hall. In 1939 ontstonden vier sessies voor Decca Records. Tijdens de Tweede Wereldoorlog nam ze enkele platen op voor V-Disc Records.
Scott was de eerste Afro-Amerikaanse vrouw, die een eigen tv-show had. De eerste uitzending was bij DuMont Television Network op 3 juli 1950. Aangezien ze zich publiekelijk tegen het Mccarthyisme en de rassenscheiding uitsprak, werd de show al na enkele maanden (29 september 1950) stopgezet, nadat ze als sympathisante van het communisme werd bekritiseerd.
Ze stond erom bekend, dat ze even gemakkelijk op klassieke thema's (Franz Liszt, Frédéric Chopin enz.) improviseerde, als boogiewoogie, bop en balladen speelde. Haar succesvolste opname was Tico Tico. Haar album Relaxed Piano Moods (1955), dat werd opgenomen door Rudy Van Gelder met haar trio (Charles Mingus en Max Roach), wordt heden ten dage nog hoog gewaardeerd door jazzcritici. Verdere platen nam ze op met het Sextet of the Rhythm Club of London (1939) en met Sid Catlett (1943).

## Als actrice
Ze trad op in de films Something To Shout About, I Dood It, Broadway Rhythm, The Heat's On en Rhapsody in Blue.

## Privéleven en overlijden
Tussen 1945 en 1956 was ze getrouwd met dominee Adam Clayton Powell junior, de eerste Afro-Amerikaan in het Huis van Afgevaardigden, waarmee ze een kind had. Van 1957 tot 1959 woonde ze in Parijs en trad ze ook op in Amerikaanse clubs in Duitsland. Kort voor haar overlijden (ze leed aan kanker) nam ze in juni 1981 deel aan een herdenkingsconcert van de Universal Jazz Coalition ter ere van de overleden Mary Lou Williams. Ze werd 61 jaar.

## Discografie
- Hazel Scott 1939–1945 (Classics) met Yank Lawson, Pee Wee Erwin, Danny Polo, Hymie Schertzer, Ellis Larkins, Leonard Gaskin, J. C. Heard, Sid Catlett
- Charles Mingus: The Complete Debut Recordings 1951–1958 (OJC)